# Jane Bowles

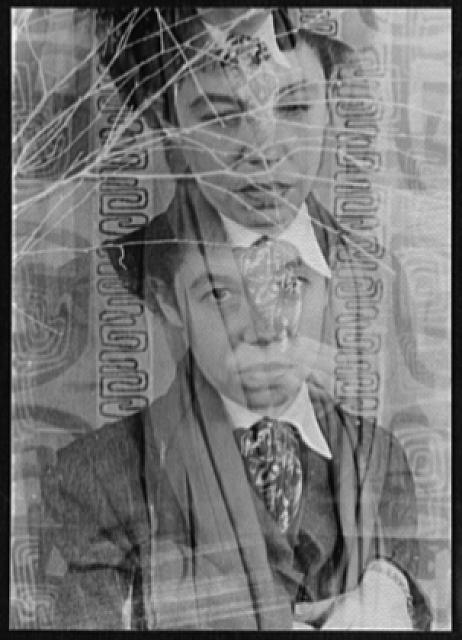
Jane Bowles (1951)

Jane Bowles, wcześniej Jane Auer (ur. 22 lutego 1917, zm. 4 maja 1973) – amerykańska dramatopisarka i powieściopisarka.

## Życiorys
Urodzona jako jedynaczka w żydowskiej rodzinie w Nowym Jorku, Jane Bowles spędziła dzieciństwo w Woodmere (stan Nowy Jork) na Long Island. Jako nastolatka przebywała w Szwajcarii, gdzie uczęszczała do szkoły z internatem. Do Szwajcarii zabrała ją na leczenie matka, kiedy u młodej Jane wykryto gruźlicę kolana. Jeszcze jako nastolatka wróciła do Nowego Jorku, gdzie zaczęła obracać się w towarzystwie bohemy Greenwich Village i eksperymentować ze swoją tożsamością płciową. Odkryła w sobie skłonności lesbijskie.
Pomimo faktu homoseksualności, w 1938 roku poślubiła pisarza i kompozytora Paula Bowlesa (również geja). Pięć lat później, w 1943 roku, opublikowała swoją pierwszą i jedyną powieść Dwie poważne damy („Two serious ladies”). Bowlesowie mieszkali w Nowym Jorku do 1947, kiedy Paul przeprowadził się do Tangeru w Maroku: Jane dołączyła do niego rok później. W Maroku Jane nawiązała intensywny i trudny związek z Marokanką o imieniu Cherifa.
Jane Bowles napisała również sztukę pod tytułem In the Summer House, która w 1953 została wystawiona na Broadwayu – recenzje były bardzo zróżnicowane. Za to Tennessee Williams, Truman Capote oraz John Ashbery uważali ją za jednego z najlepszych, a zarazem za jednego z najbardziej niedocenianych autorów amerykańskiej fikcji literackiej.
W 1957 roku czterdziestoletnia i uzależniona od alkoholu Bowles dostała udaru, który spowodował afazję i częściową utratę wzroku. Stan jej zdrowia stopniowo się pogarszał pomimo wielokrotnie podejmowanej terapii zarówno w Wielkiej Brytanii, jak i w Stanach Zjednoczonych. W końcu umieszczona została przez męża w 1967 roku w klinice psychiatrycznej w hiszpańskiej Maladze, gdzie zmarła i została pochowana w 1973 roku.

## Spuścizna literacka
Spuścizna literacka Jane Bowles jest bardzo skąpa. Składają się na nią: 
- Dwie poważne damy („Two serious ladies”) 1943 - powieść
- In the summer house 1954 - sztuka teatralna
- Proste przyjemności („Plain Pleasures”) 1966 - zbiór sześciu opowiadań

Ponadto pośmiertnie wydano: 
- Out in the world: Selected letters of Jane Bowles 1985 - zbiór listów pisarki
- Everything is nice: The collected Works of Jane Bowles 1989 - dzieła zebrane